# Greenup County
Greenup County ist ein County im Bundesstaat Kentucky der Vereinigten Staaten. Das U.S. Census Bureau hat bei der Volkszählung 2020 eine Einwohnerzahl von 35.962 ermittelt.
Der Verwaltungssitz (County Seat) ist Greenup. Das County gehört zu den Dry Countys, was bedeutet, dass der Verkauf von Alkohol eingeschränkt oder verboten ist. Die größte Stadt ist Flatwoods.

## Geographie
Das County liegt im äußersten Nordosten von Kentucky, grenzt im Nordosten an Ohio, getrennt durch den Ohio River und hat eine Fläche von 918 Quadratkilometern, wovon 22 Quadratkilometer Wasserfläche sind. Es grenzt in Kentucky im Uhrzeigersinn an folgende Countys: Boyd County, Carter County und Lewis County.

## Geschichte

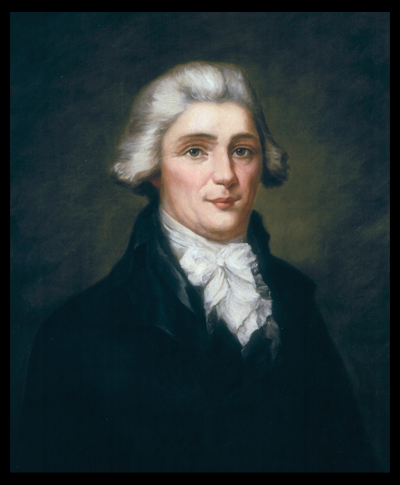
Christopher Greenup

Greenup County wurde am 12. Dezember 1803 aus Teilen des Mason County gebildet. Benannt wurde es nach Christopher Greenup, einem Gouverneur und Mitglied im US-Kongress.
Die ersten Jäger und Fischer durchstreiften das Land bereits vor 1669. Der erste dokumentierte Besucher in dieser Gegend war Christopher Gist, der 1751 von der Ohio Land Company mit der Erkundung der Gegend beauftragt wurde. Er fand im gleichen Jahr eine Indianersiedlung beiderseits des Ohio Rivers, später Lower Shawnee Town genannt, und hatte unter anderem auch einen französischen Handelsposten. Die Siedlung lag an der Stelle des heutigen South Portsmouth.
Von der Loyal Land Company wurde Thomas Walker 1784, im Rahmen einer geplanten späteren britischen Kolonisierung, beauftragt das Land zu erkunden.
20 Bauwerke und Stätten des Countys sind im National Register of Historic Places eingetragen (Stand 1. Oktober 2017).

## Demografische Daten

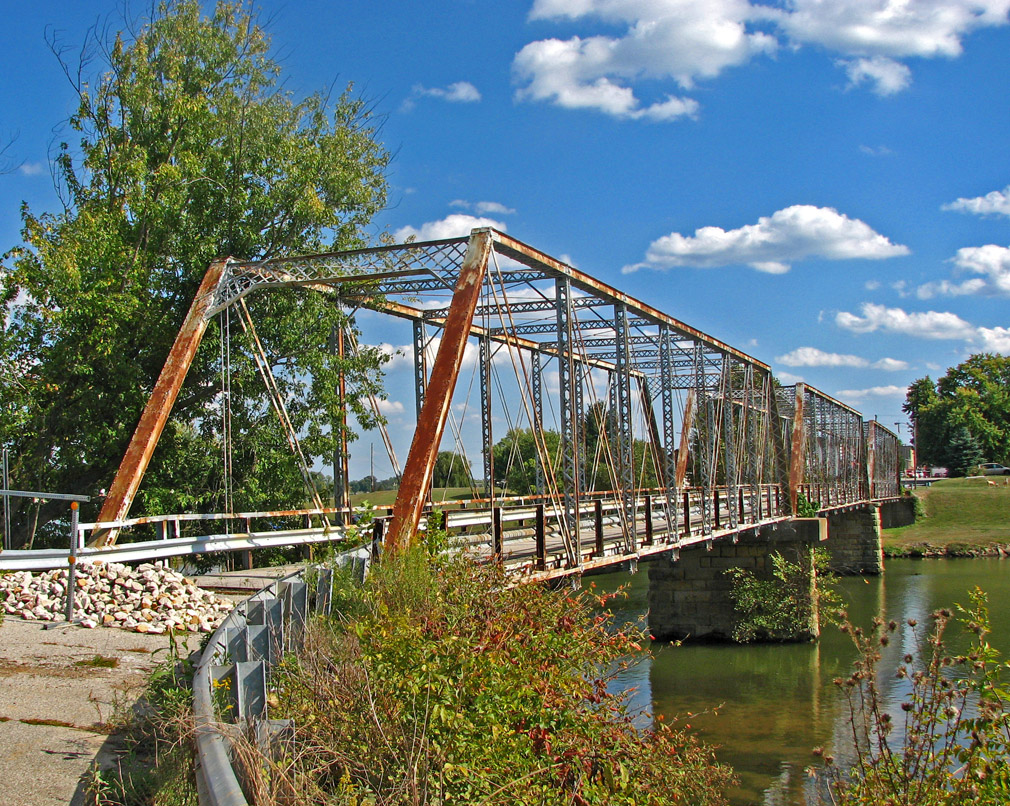
Kentucky 2541 Bridge, gelistet im NRHP

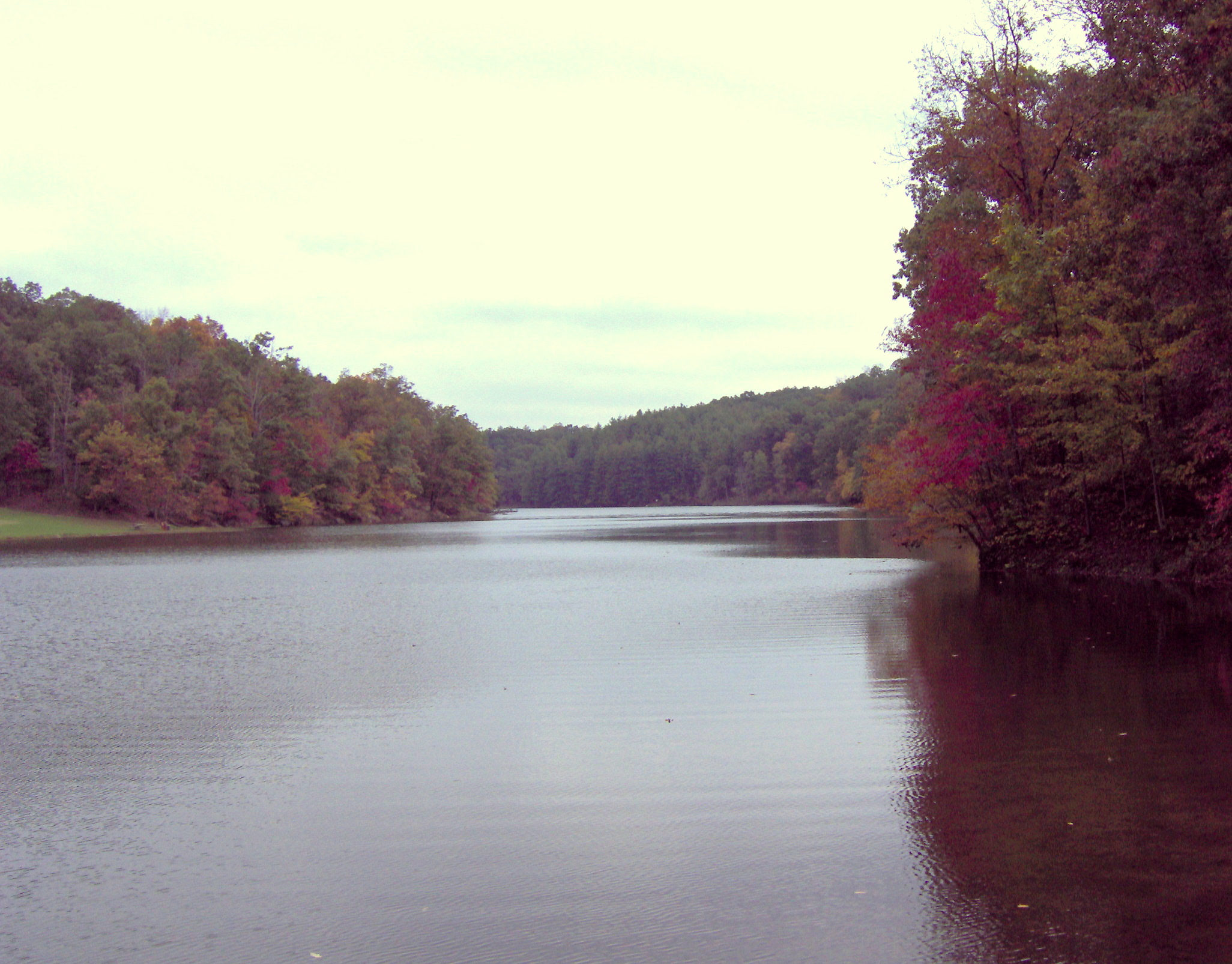
Der Greenbo Lake

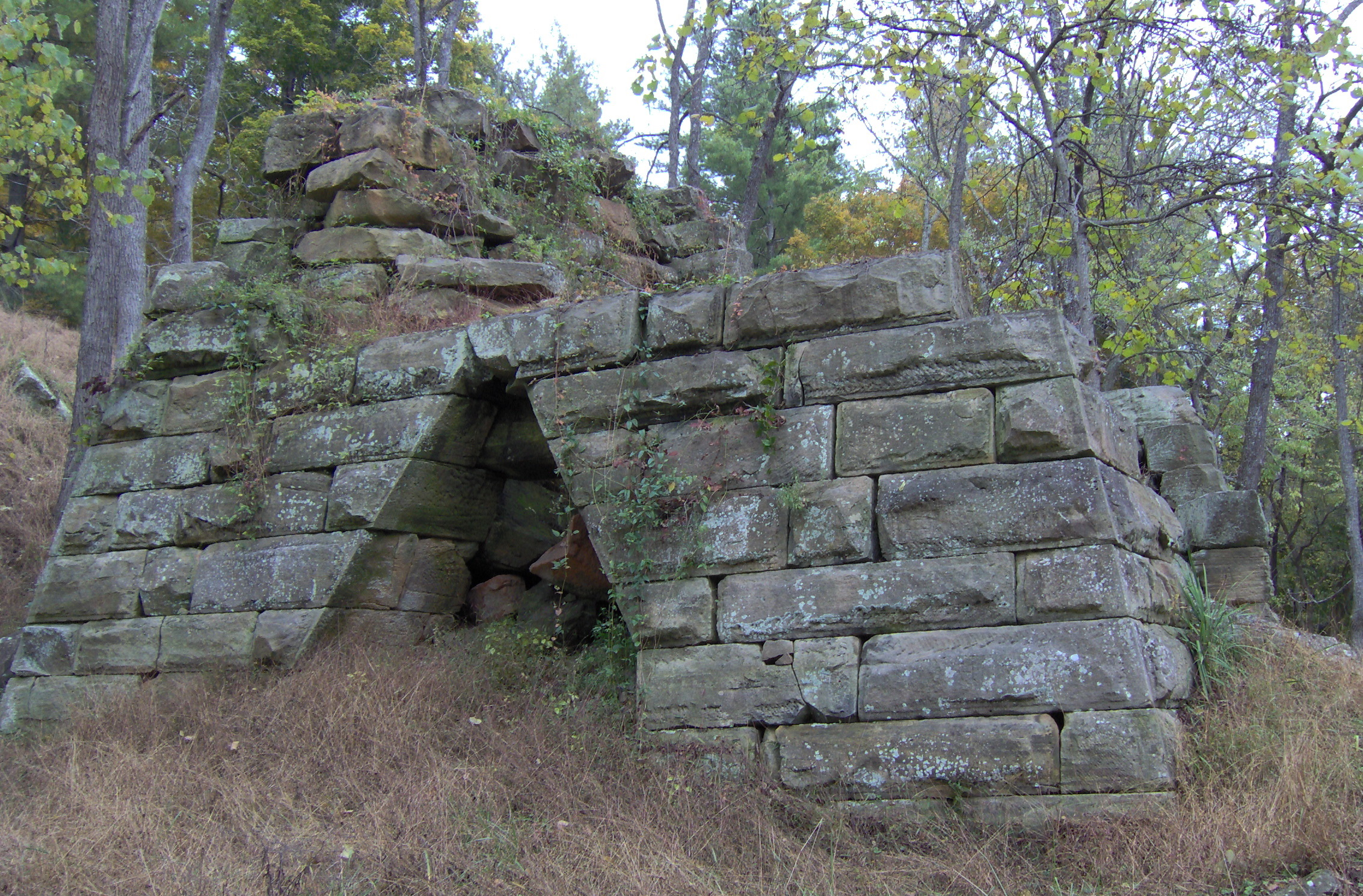
Reste des Buffalo Iron Furnace im Greenbo Lake State Resort Park

Nach der Volkszählung im Jahr 2000 lebten im Greenup County 36.891 Menschen in 14.536 Haushalten und 11.032 Familien. Die Bevölkerungsdichte betrug 41 Einwohner pro Quadratkilometer. Ethnisch betrachtet setzte sich die Bevölkerung zusammen aus 98,07 Prozent Weißen, 0,57 Prozent Afroamerikanern, 0,19 Prozent amerikanischen Ureinwohnern, 0,38 Prozent Asiaten und 0,15 Prozent aus anderen ethnischen Gruppen; 0,64 Prozent stammten von zwei oder mehr Ethnien ab. 0,55 Prozent der Bevölkerung waren spanischer oder lateinamerikanischer Abstammung.
Von den 14.536 Haushalten hatten 32,0 Prozent Kinder und Jugendliche unter 18 Jahre, die bei ihnen lebten. 62,3 Prozent waren verheiratete, zusammenlebende Paare, 10,4 Prozent waren allein erziehende Mütter, 24,1 Prozent waren keine Familien, 21,7 Prozent waren Singlehaushalte und in 10,0 Prozent lebten Menschen im Alter von 65 Jahren oder darüber. Die Durchschnittshaushaltsgröße betrug 2,51 und die durchschnittliche Familiengröße lag bei 2,91 Personen.
Auf das gesamte County bezogen setzte sich die Bevölkerung zusammen aus 23,6 Prozent Einwohnern unter 18 Jahren, 7,9 Prozent zwischen 18 und 24 Jahren, 27,9 Prozent zwischen 25 und 44 Jahren, 26,0 Prozent zwischen 45 und 64 Jahren und 14,6 Prozent waren 65 Jahre alt oder darüber. Das Durchschnittsalter betrug 39 Jahre. Auf 100 weibliche Personen kamen 92,8 männliche Personen. Auf 100 Frauen im Alter von 18 Jahren alt oder darüber kamen statistisch 89,3 Männer.
Das jährliche Durchschnittseinkommen eines Haushalts betrug 32.142 USD, das Durchschnittseinkommen der Familien betrug 38.928 USD. Männer hatten ein Durchschnittseinkommen von 35.475 USD, Frauen 21.198 USD. Das Prokopfeinkommen betrug 17.137 USD. 11,6 Prozent der Familien und 14,1 Prozent der Bevölkerung lebten unterhalb der Armutsgrenze. Davon waren 18,6 Prozent Kinder oder Jugendliche unter 18 Jahre und 9,9 Prozent waren Menschen über 65 Jahre.

## Orte im County
- Argillite
- Beechy
- Bellefonte
- Brushart
- Danleyton
- Edgington
- Flatwoods
- Frost
- Fullerton
- Grays Branch
- Greenup
- Hopewell
- Hunnewell
- Kehoe
- Letitia
- Limeville
- Lloyd
- Load
- Lynn
- Maloneton
- Melrose
- Naples
- Oldtown
- Oliver Station
- Poplar Highlands
- Raceland
- Raceland Junction
- Riverview
- Russell
- Russell Heights
- Samaria
- Siloam
- South Portsmouth
- South Shore
- Sunshine
- Truitt
- Tygarts Valley
- Walsh
- Warnock
- West Russell
- Worthington
- Wurtland
- York